# 8000

8000(팔천)은 7999보다 크고 8001보다 작은 자연수다.

## 수학적 특징
- 합성수로, 그 약수는 총 28개다. (1, 2, 4, 5, 8, 10, 16, 20, 25, 32, 40, 50, 64, 80, 100, 125, 160, 200, 250, 320, 400, 500, 800, 1000, 1600, 2000, 4000, 8000)
  - 8000의 진약수의 합은 11812이므로, 8000은 과잉수다.
- 20번째 세제곱수(203)다. 앞의 세제곱수는 6859, 다음 세제곱수는 9261이다.
- {\displaystyle 8000=11^{3}+12^{3}+13^{3}+14^{3}}
  - 연속하는 네 자연수의 세제곱합으로 나타낼 수 있으며, 이 성질을 지닌 앞의 수는 6256, 다음 수는 10044다.

## 8000 이상 9000 미만의 주요 자연수

### 8001~8099
- 8001: 126번째 삼각수.
- 8008: 52번째 팔각수.
- 8009: 1008번째 소수.
- 8010: 연속하는 두 자연수(89, 90)의 곱.
- 8011: 1009번째 소수, 169번째 슈퍼 소수.
- 8017: 1010번째 소수.
- 8030: 평년 22년의 날짜.
- 8037: 57번째 칠각수.
- 8039: 1011번째 소수, 102번째 안전 소수(↔ 4019).
- 8042: 반소수(2×4021).
  - 서로 다른 두 소수(11, 89)의 제곱합으로 나타낼 수 있는 77번째 반소수.
- 8050: 연속하는 두 십삼각수(70, 115)의 곱.
- 8053: 1012번째 소수.
- 8059: 1013번째 소수, 170번째 슈퍼 소수.
- 8065: 64번째 중심있는 사각수.
- 8069: 1014번째 소수, 168번째 소피 제르맹 소수(↔ 16,139)
- 8081: 1015번째 소수.
- 8085: 17번째 홀수 과잉수(진약수의 합: 8331).
- 8087: 1016번째 소수.
- 8089: 1017번째 소수.
- 8093: 1018번째 소수, 169번째 소피 제르맹 소수(↔ 16,187).
- 8099: 연속하는 두 홀수(89, 91)의 곱.

### 8100~8199
- 8100 = 902
- 8101: 1019번째 소수, 171번째 슈퍼 소수.
- 8104: 74번째 중심있는 삼각수.
- 8111: 1020번째 소수, 170번째 소피 제르맹 소수(↔ 16,223).
- 8117: 1021번째 소수, 172번째 슈퍼 소수.
- 8119: 23번째 팔면체수.
- 8123: 1022번째 소수.
- 8125: 25번째 오각뿔수.
- 8128: 127번째 삼각수, 4번째 완전수.
- 8147: 1023번째 소수, 103번째 안전 소수(↔ 4073).
- 8161: 1024번째 소수.
- 8167: 1025번째 소수.
- 8170: 43번째 십일각수.
- 8171: 1026번째 소수.
- 8177: 74번째 오각수.
- 8179: 1027번째 소수.
- 8190: 연속하는 두 자연수(90, 91)의 곱.
- 8191: 1028번째 소수. 5번째 메르센 소수.
- 8192 = 213

### 8200~8299
- 8208: 각 자릿수의 네제곱합. ({\displaystyle 8^{4}+2^{4}+0^{4}+8^{4}=4096+16+0+4096=8208})
- 8209: 1029번째 소수.
- 8210: 12번째 섹시 소수쌍(61, 67)의 제곱합.
- 8219: 1030번째 소수.
- 8221: 1031번째 소수, 173번째 슈퍼 소수.
- 8226: 36번째 십오각수.
- 8231: 1032번째 소수.
- 8233: 1033번째 소수, 174번째 슈퍼 소수, 49번째 중심있는 칠각수.
- 8237: 1034번째 소수.
- 8241: 41번째 십이각수.
- 8243: 1035번째 소수, 171번째 소피 제르맹 소수(↔ 16,487).
- 8256: 128번째 삼각수.
- 8257: 43 이하의 모든 소수의 제곱합.
- 8258: 반소수(2×4129).
  - 서로 다른 두 소수(37, 83)의 제곱합으로 나타낼 수 있는 78번째 반소수.
- 8263: 1036번째 소수.
- 8266: 58번째 중심있는 오각수.
- 8269: 1037번째 소수, 53번째 중심있는 육각수.
- 8273: 1038번째 소수, 172번째 소피 제르맹 소수(↔ 16,547).
- 8280: 연속하는 두 짝수(90, 92)의 곱.
- 8281 = 912, 49번째 구각수.
  - 13 이하의 모든 자연수의 세제곱합. ({\displaystyle 1^{3}+2^{3}+3^{3}+\ldots +13^{3}=8281})
- 8287: 1039번째 소수, 175번째 슈퍼 소수.
- 8291: 1040번째 소수.
- 8293: 1041번째 소수.
- 8297: 1042번째 소수.

### 8300~8399
- 8311: 1043번째 소수.
- 8317: 1044번째 소수.
- 8321: 53번째 팔각수, 65번째 중심있는 사각수.
- 8323: 58번째 칠각수.
- 8325: 연속하는 두 구각수(75, 111)의 곱.
- 8326: 46번째 십각수, 75번째 중심있는 삼각수.
- 8329: 1045번째 소수.
- 8353: 1046번째 소수.
- 8363: 1047번째 소수.
- 8365: 35번째 십육각수.
- 8369: 1048번째 소수.
- 8372: 23번째 육각뿔수.
  - 연속하는 두 자연수(91, 92)의 곱.
- 8377: 1049번째 소수, 176번째 슈퍼 소수.
  - 피타고라스 삼조의 빗변의 길이. ({\displaystyle 8377^{2}=3175^{2}+7752^{2}})
  - 연속하는 두 개의 중심있는 오각수(51, 76)의 제곱합.
- 8385: 129번째 삼각수.
- 8387: 1050번째 소수.
- 8389: 1051번째 소수, 177번째 슈퍼 소수.
- 8395: 평년 23년의 날짜.

### 8400~8499
- 8400: 75번째 오각수.
- 8401: 31번째 이십각수.
- 8415: 18번째 홀수 과잉수(진약수의 합: 8433).
- 8419: 1052번째 소수.
- 8423: 1053번째 소수, 104번째 안전 소수(↔ 4211).
- 8425: 25번째 삼십각수.
  - 피타고라스 삼조의 빗변의 길이. ({\displaystyle 8425^{2}=2184^{2}+8137^{2}=5687^{2}+6216^{2}})
- 8429: 1054번째 소수.
- 8431: 1055번째 소수.
- 8443: 1056번째 소수.
- 8447: 1057번째 소수.
- 8461: 1058번째 소수.
- 8463: 연속하는 두 홀수(91, 93)의 곱.
- 8464 = 922
- 8467: 1059번째 소수.
- 8474: 37번째 케이크 수.
- 8481: 33번째 십팔각수.

### 8500~8599
- 8501: 1060번째 소수.
- 8505: 19번째 홀수 과잉수(진약수의 합: 8967).
- 8513: 1061번째 소수, 178번째 슈퍼 소수, 173번째 소피 제르맹 소수(↔ 17,027).
- 8515: 130번째 삼각수.
- 8521: 1062번째 소수.
- 8522: 반소수(2×4261).
  - 서로 다른 두 소수(59, 71)의 제곱합으로 나타낼 수 있는 79번째 반소수.
- 8527: 1063번째 소수, 179번째 슈퍼 소수.
- 8537: 1064번째 소수.
- 8539: 1065번째 소수.
- 8543: 1066번째 소수, 105번째 안전 소수(↔ 4271).
- 8551: 76번째 중심있는 삼각수.
- 8555: 29번째 사각뿔수.
- 8556: 59번째 중심있는 오각수, 연속하는 두 자연수 92, 93의 곱.
- 8558: 44번째 십일각수, 회문수.
- 8563: 1067번째 소수.
- 8573: 1068번째 소수.
- 8575: 53번째 아킬레스 수.
- 8576: 50번째 중심있는 칠각수.
- 8581: 1069번째 소수, 180번째 슈퍼 소수, 66번째 중심있는 사각수.
- 8587: 54번째 중심있는 육각수.
- 8597: 1070번째 소수.
- 8599: 1071번째 소수.

### 8600~8699
- 8609: 1072번째 소수.
- 8614: 59번째 칠각수.
- 8623: 1073번째 소수.
- 8626: 76번째 오각수.
- 8627: 1074번째 소수.
- 8629: 1075번째 소수.
- 8633: 연속하는 두 소수 89, 97의 곱.
- 8640: 54번째 팔각수.
- 8641: 1076번째 소수.
- 8646: 131번째 삼각수.
- 8647: 1077번째 소수.
- 8648: 연속하는 두 짝수 92, 94의 곱.
- 8649 = 932
- 8652: 42번째 십이각수.
- 8663: 1078번째 소수, 174번째 소피 제르맹 소수(↔ 17,327).
- 8669: 1079번째 소수.
- 8677: 1080번째 소수.
- 8681: 1081번째 소수.
- 8689: 1082번째 소수.
- 8693: 1083번째 소수, 175번째 소피 제르맹 소수(↔ 17,387).
- 8695: 47번째 십각수, 37번째 십오각수.
- 8699: 1084번째 소수, 106번째 안전 소수(↔ 4349).

### 8700~8799
- 8707: 1085번째 소수.
- 8712: 54번째 아킬레스 수.
- 8713: 1086번째 소수.
- 8719: 1087번째 소수, 181번째 슈퍼 소수.
- 8722 = 89×98
  - {\displaystyle ab\times ba}의 꼴로 나타낼 수 있는 수열의 89번째, 98번째 수. (OEIS의 수열 A061205)
- 8731: 1088번째 소수.
- 8737: 1089번째 소수.
- 8741: 1090번째 소수, 176번째 소피 제르맹 소수(↔ 17,483).
- 8742: 연속하는 두 자연수(93, 94)의 곱.
- 8747: 1091번째 소수, 182번째 슈퍼 소수, 107번째 안전 소수(↔ 4373).
- 8748: 55번째 아킬레스 수.
- 8750 = {\displaystyle {\frac {7}{8}}\times 10^{4}}
- 8753: 1092번째 소수.
- 8760: 평년 24년의 날짜, 평년 1년의 시간.
- 8761: 1093번째 소수, 183번째 슈퍼 소수.
- 8777: 6번째 다자수.
- 8778: 132번째 삼각수, 회문수.
- 8779: 1094번째 소수, 77번째 중심있는 삼각수.
- 8783: 1095번째 소수, 108번째 안전 소수(↔ 4391).
- 8784: 7부터 17까지 연속하는 네 소수의 세제곱합.
  - 윤년 1년의 시간.
- 8788: 56번째 아킬레스 수.

### 8800~8899
- 8800: 연속하는 두 짝수(4, 6)의 5제곱합.
- 8803: 1096번째 소수.
- 8807: 1097번째 소수, 184번째 슈퍼 소수.
- 8819: 1098번째 소수, 109번째 안전 소수(↔ 4409).
- 8821: 1099번째 소수.
- 8831: 1100번째 소수.
- 8835: 연속하는 두 홀수(93, 95)의 곱.
- 8836 = 22×472 = 942
- 8837: 1101번째 소수.
- 8839: 1102번째 소수.
- 8845: 67번째 중심있는 사각수.
- 8849: 1103번째 소수, 185번째 슈퍼 소수.
- 8851: 60번째 중심있는 오각수.
- 8855: 20번째 오포체수.
- 8856: 36번째 십육각수.
- 8861: 1104번째 소수.
- 8863: 1105번째 소수.
- 8867: 1106번째 소수.
- 8882: 반소수(2×4441).
  - 서로 다른 두 소수(31, 89)의 제곱합으로 나타낼 수 있는 80번째 반소수.
- 8887: 1107번째 소수.
- 8888: 회문수.
- 8893: 1108번째 소수.

### 8900~8999
- 8910: 60번째 칠각수.
- 8911
  - 133번째 삼각수, 55번째 중심있는 육각수.
  - 7번째 카마이클 수, 가장 큰 네 자리 카마이클 수.
- 8925: 20번째 홀수 과잉수(진약수의 합: 8931).
- 8923: 1109번째 소수, 186번째 슈퍼 소수.
- 8926: 51번째 중심있는 칠각수.
- 8929: 1110번째 소수.
- 8930: 연속하는 두 자연수 94, 95의 곱.
- 8933: 1111번째 소수.
- 8941: 1112번째 소수.
- 8951: 1113번째 소수, 177번째 소피 제르맹 소수(↔ 17,903).
- 8955: 45번째 십일각수.
- 8960: 32번째 이십각수.
- 8963: 1114번째 소수, 110번째 안전 소수(↔ 4481).
- 8965: 55번째 팔각수.
- 8969: 1115번째 소수, 178번째 소피 제르맹 소수(↔ 17,939).
- 8971: 1116번째 소수.
- 8976: 51번째 구각수.
- 8998: 회문수.
- 8999: 1117번째 소수, 187번째 슈퍼 소수.